# Brasil nos Jogos Olímpicos de Verão de 1956
O Brasil competiu nos Jogos Olímpicos de Verão de 1956 em Melbourne, na Austrália.